# Palazzo dei Camerlenghi
Il Palazzo dei Camerlenghi è un palazzo rinascimentale di Venezia ubicato nel sestiere di San Polo ed affacciato sul Canal Grande, ai piedi del ponte di Rialto.

## Storia
Fu edificato tra il 1525 ed il 1528 su progetto di Guglielmo dei Grigi, ispiratosi al Codussi ed ai Lombardo. Era sede di magistrature finanziarie, tra le quali i Camerlenghi, i Consoli dei Mercanti ed i Sopraconsoli dei Mercanti. Data questa importante funzione economica, il piano terra del palazzo era destinato a prigione per i debitori insolventi, come testimoniato dal toponimo Fondamenta de la presón. Questa esposizione dei prigionieri in piena Rialto serviva da severo avvertimento per quanti passavano.. Oggi è tornato ad ospitare magistrature finanziarie, in quanto sede della sezione regionale della Corte dei Conti.

## Descrizione
Il palazzo si sviluppa con una pianta pentagonale per seguire la curva del Canal Grande e, in altezza, su tre piani. Presenta alte finestre centinate separate da lesene e coronate da interessanti fregi. In quanto "forziere" dello Stato era arricchito esternamente con marmi policromi e porfido, perduti col tempo.
Era tradizione della Serenissima che un magistrato, terminando l'incarico, lasciasse in dono un dipinto a soggetto religioso con un suo ritratto o con il suo stemma. Il Palazzo dei Camerlenghi era quindi ricchissimo di opere d'arte, prima che sotto il Regno Italico andassero disperse per l'Europa; fortunatamente molte di esse sono ritornate a Venezia, anche se non in questo palazzo.

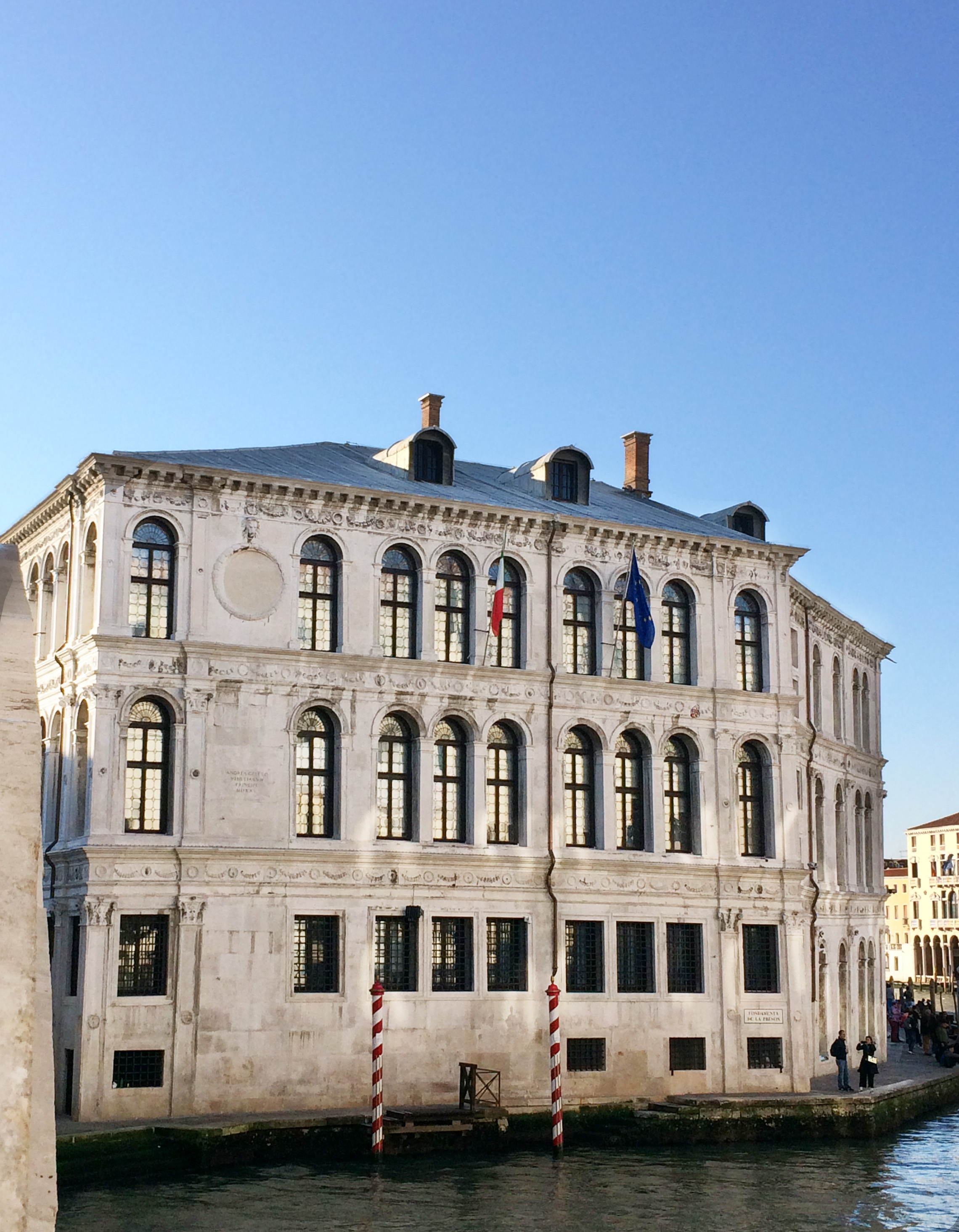
Esterno
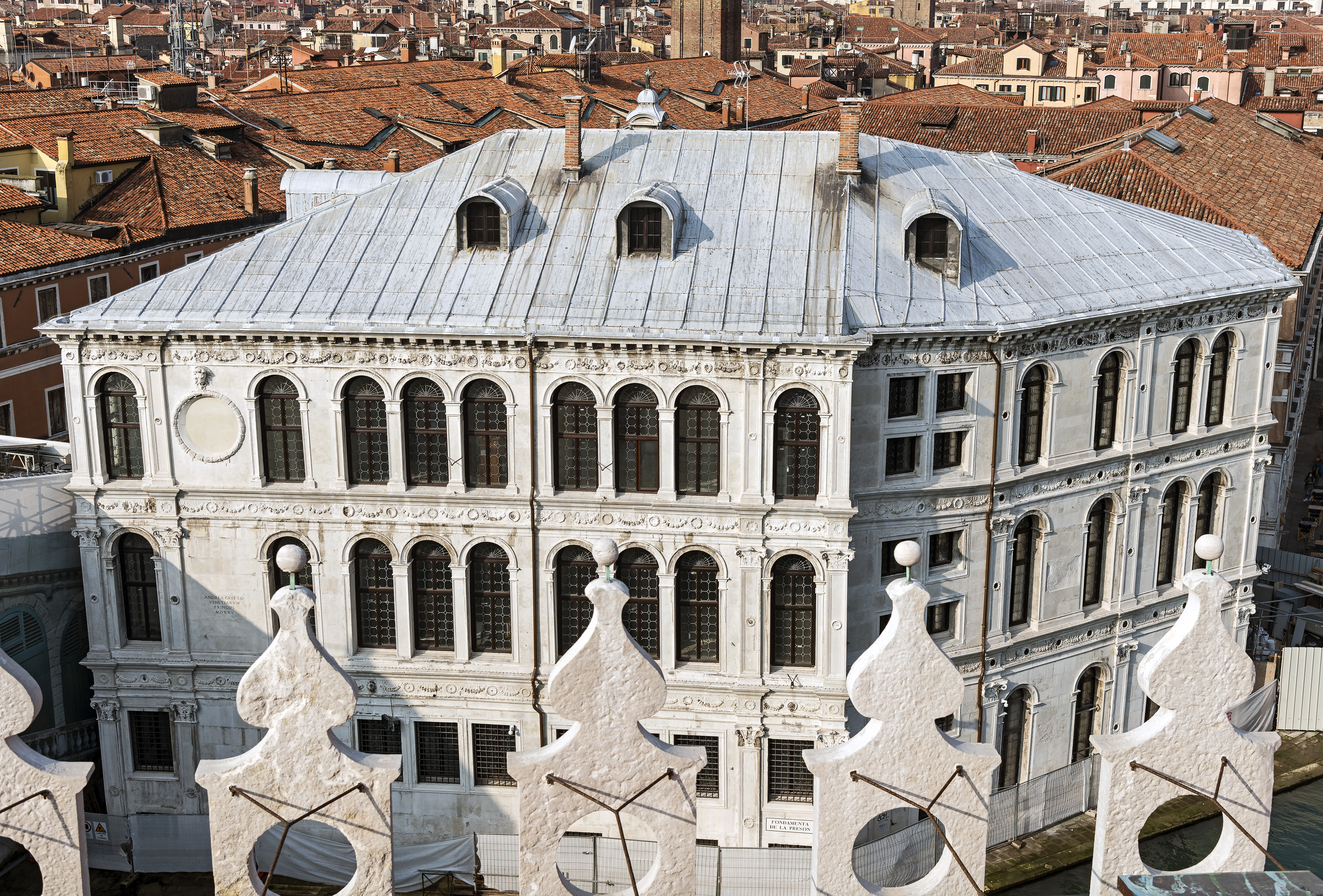
Visto dalla terrazza del Fondaco dei Tedeschi
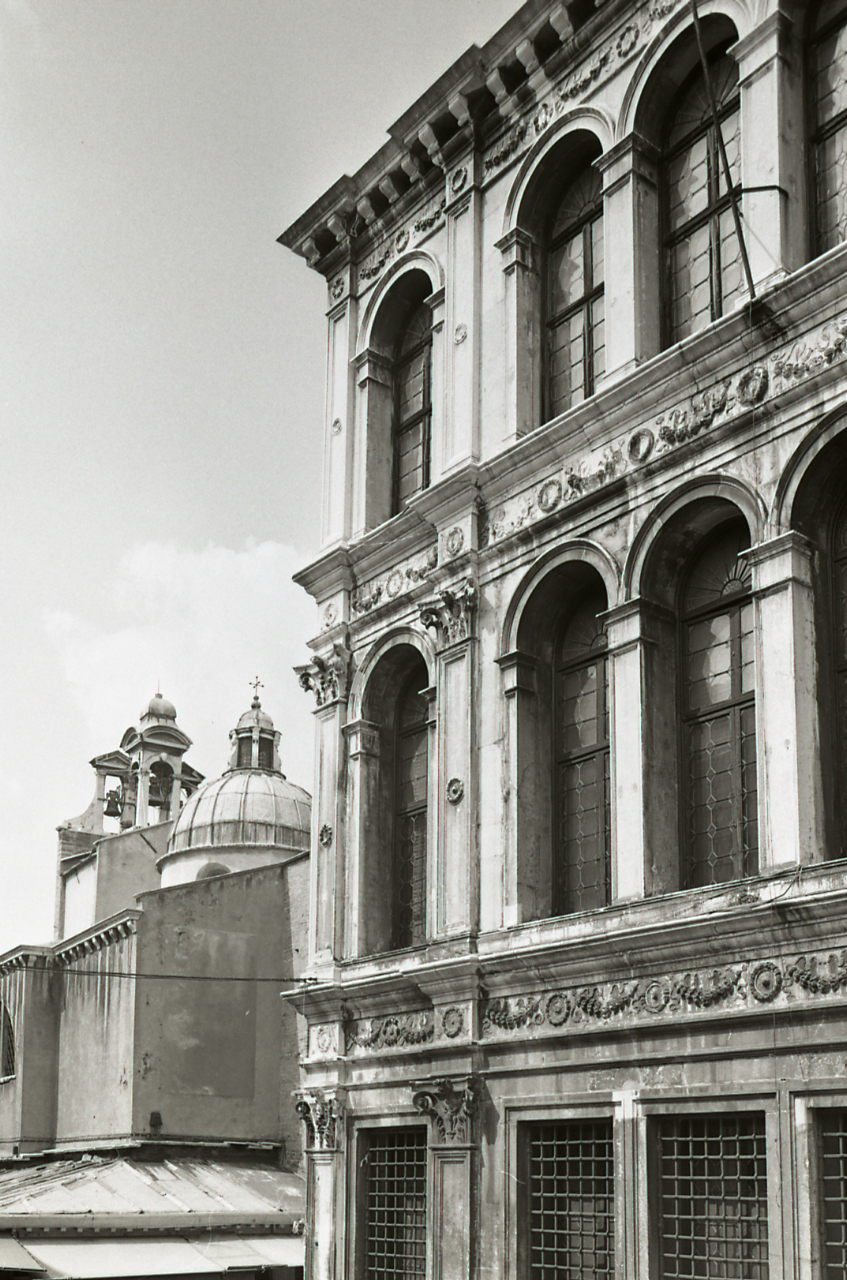
Dettaglio della facciata del palazzo. Sullo sfondo la chiesa di San Giacomo di Rialto. Foto di Paolo Monti, 1977.